# Choerophryne burtoni
Choerophryne burtoni är en groddjursart som beskrevs av Richards, Dahl och Jones Hiaso 2007. Choerophryne burtoni ingår i släktet Choerophryne och familjen Microhylidae. IUCN kategoriserar arten globalt som otillräckligt studerad. Inga underarter finns listade i Catalogue of Life.